# Biserica Mântuleasa din București
Biserica Mântuleasa este un ansamblu de monumente istorice aflat pe teritoriul municipiului București.
Ansamblul este format din următoarele monumente:
- Biserica „Sfinții Arhangheli Mihail și Gavril” - Mântuleasa (cod LMI B-II-m-A-19179.01)
- Casă parohială (cod LMI B-II-m-A-19179.02)